# Rio Palmital (Iguaçu)
Der Rio Palmital ist ein etwa 56 km langer rechter Nebenfluss des Rio Iguaçu im Süden des brasilianischen Bundesstaats Paraná.

## Etymologie
Der portugiesische Begriff Palmital bedeutet auf Deutsch Palmenwald.

## Geografie

### Lage
Das Einzugsgebiet des Rio Palmital befindet sich auf dem Terceiro Planalto Paranaense (Dritte oder Guarapuava-Hochebene von Paraná).

### Verlauf
Sein Quellgebiet liegt im Munizip União da Vitória. Er entspringt etwa 25 km nördlich des Hauptorts im Umweltschutzgebiet Área de Proteção Ambiental da Serra da Esperança auf 923 m Meereshöhe.
Der Fluss verläuft in westlicher Richtung. Etwa 6 km unterhalb seines Ursprungs erreicht er an der Mündung des rechten Zuflusses Rio do Louro die Grenze zum Munizip Cruz Machado, die er für die restlichen 50 km seines Laufs bildet. Nach weiteren 25 km verlässt er das Umweltschutzgebiet. Er mündet auf 721 m Höhe von rechts in den Rio Iguaçu. Er ist etwa 56 km lang.

### Munizipien im Einzugsgebiet
Am Rio Palmital liegen die zwei Munizipien União da Vitória und Cruz Machado.